# 吴锦堂
吴锦堂（1855年11月14日—1926年1月14日），名作镆，清朝浙江省宁波府慈溪县人，日本关西财阀，曾位列日本富豪排行榜的第13位和第68位。吴锦堂被日本学者认为是旅日华商中唯一一位转变为日本财阀者。

## 穷苦早年
1855年11月14日，吴锦堂出生于浙江省宁波府慈溪县观城镇西房村（今观海卫镇东山头村）一户普通农家。吴家世代务农，家境困难，吴锦堂在当地私塾读了两年书便辍学，回家帮助父亲务家务农。虽然吴家无力供吴锦堂读书，其却未放弃学习，闲暇时常跟随其伯父吴东耀习文学字，这段时间的勤奋学习，为他打下了坚实的文化基础。1871年，吴锦堂母亲因病去世，其父又娶唐氏，吴锦堂对待后母孝顺如生母，闻名乡里。
1878年，吴锦堂与邻村人徐幽芳结婚成家。由于家渐不能支，吴锦堂决定去宁波城里发展谋生计。在邻村人徐孟彬的帮助下，他到宁波一家豆腐坊帮工。

## 创业上海
由于吴锦堂工作勤奋，又能读文识字，深得豆腐坊老板喜爱。1882年，吴锦堂在邻居的介绍下到上海发展，在萃丰油烛店帮工，后马上转为正式店员。在店里工作三年后，吴锦堂被老板派往苏州分号主持店务。

## 闯荡东瀛

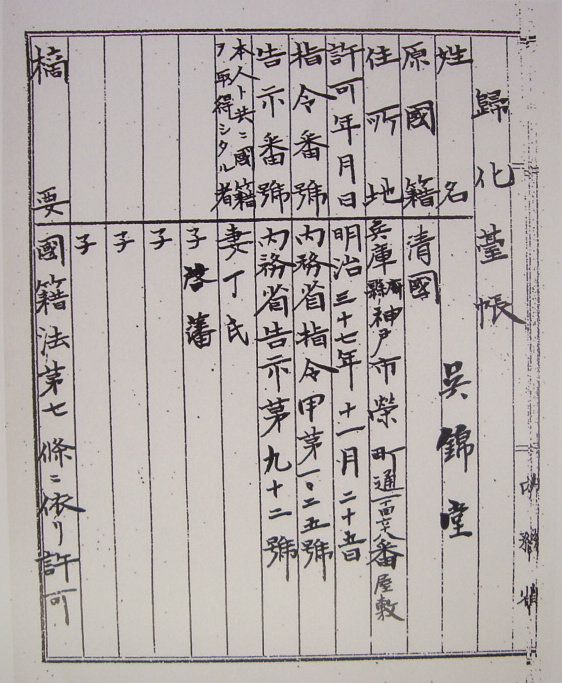
1904年吴锦堂一家歸化日籍

1885年，吴锦堂为寻求更大发展，决定到日本继续创业。在友人资助下，他携1000银两来到日本长崎市发展。吴锦堂结合自身实际情况和当时日本工商业行情，决定在长崎、大阪、神户等日本主要城市间营销物资。因为这种经营方式投资少见效快、资金流转也快，故利润较为丰厚，吴锦堂因此在日本掘得第一桶金。由于经营合理，一年后，吴锦堂的资本爆增到白银5000两。1887年，资本初具规模的吴锦堂合伙在大阪开设了其第一家商行“义生荣”号，其业务范围在日本逐渐拓展。

## 崛起神户

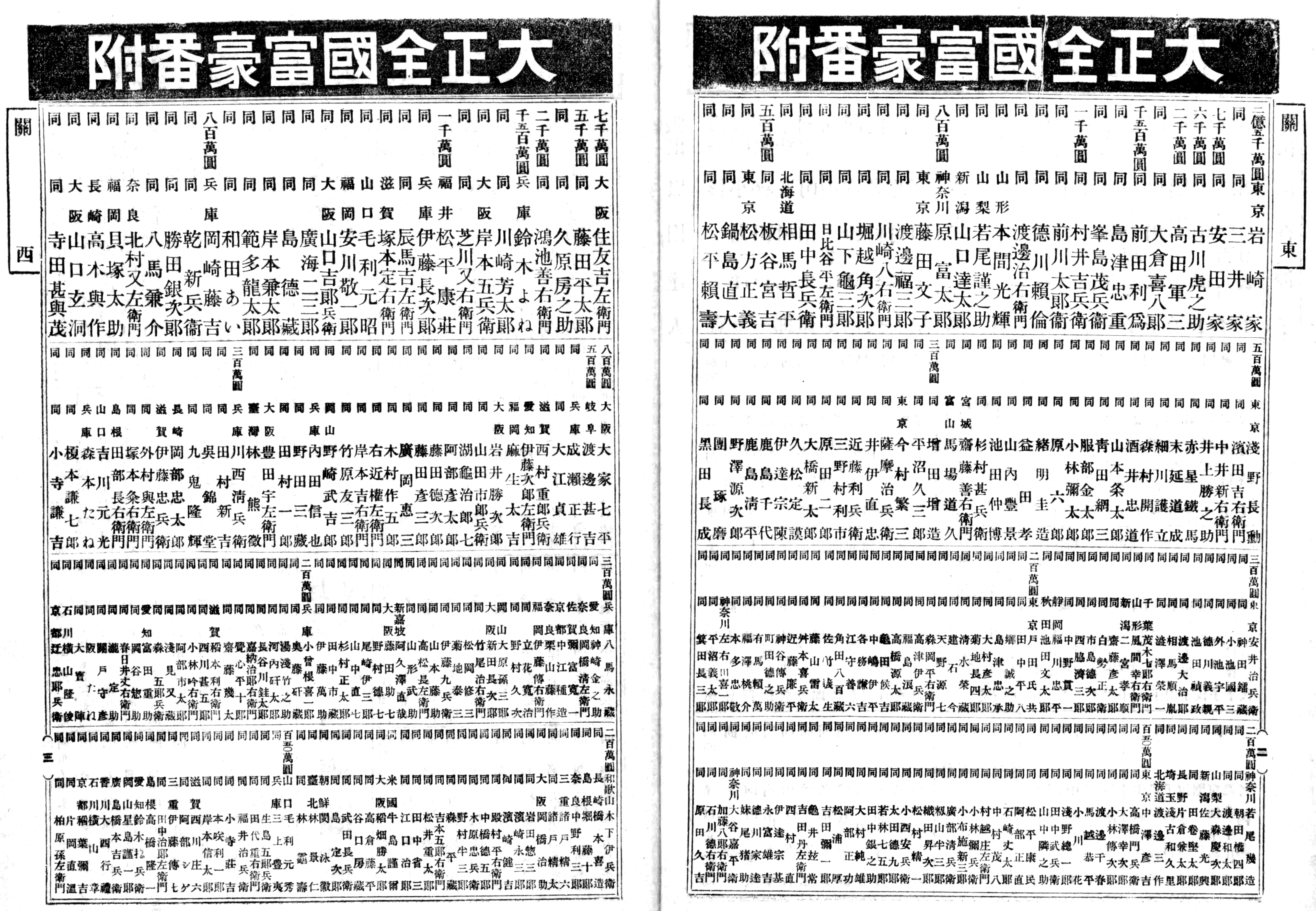
大正末年的日本全國富豪排行榜中名列56名，資產近300萬日圓（當時一日圓可買10公斤白米）。

1889年，吴锦堂在日本神户设立“怡生号”商行，并定居神户。经过在日本十多年的奋力开拓，吴锦堂逐渐成为日本阪神地区赫赫有名的大富豪，涉足领域遍及金融、贸易、航运、实业、投资业等。其财富积累在这一时期主要来自贸易和实业投资。吴锦堂把日本生产的火柴、雨伞、水泥等产品出口到中国及东南亚国家，又从中国大量进口棉花、大米等到日本市场。吴锦堂还投资火柴厂、水泥厂、针织厂等近代工业，令其成为大阪、神户地区著名实业家。吴锦堂也是日本华侨的领袖之一。
吴锦堂在日经商期间可谓身经商场百战，其中较著名的是“钟渊纺织”股票大战。吴锦堂于1901年和1905年分别购入“钟渊纺织”股票4万多股。1906年，当时日本闻名的证券投资商铃木久五郎突然宣布加入到争夺“钟渊纺织”股票的行列。铃木久五郎在东京证券市场大量购入“钟渊纺织”股票，使低价（27元）“钟渊纺织”股爆升至愈60元，甚至一度超100元。吴锦堂联合同仁积极应对，但终因财力不足，被迫弃盘。“钟渊纺织”最终被铃木久五郎收购。但铃木久五郎接盘后因经营不善，“钟渊纺织”股票立马狂跌，其被迫宣布破产。而拥有大量股票的吴锦堂审时度势，将手中持股迅速悉数抛出，没有遭受损失。“钟渊纺织”股票大战在日本股票史上闻名全国。
在日本经营成熟后，吴锦堂调整自己的事业，将资金回调中国，大力发展中国实业和公益事业。如，吴锦堂投巨资于浙江商办铁路，入股当时全国最大的钢铁企业汉冶萍煤铁厂矿公司等。

## 在华慈善事业
吴锦堂热衷捐资兴修家乡水利和兴办家乡教育。
“两湖”工程
1905年，吴锦堂回到家乡时见家乡水利设施年久失修，遂决定捐资兴修“两湖”工程。“两湖”工程规模巨大，前后耗资愈7万银元，历时六年，修建闸15座，桥21座。 
救济灾荒
吴锦堂还多次救济直隶、东北、云南、淮徐、广东等地的灾荒。
教育事业
吴锦堂亲眼目睹了近代日本之崛起，深知教育对国家民族之重要，树立了教育救国的理念。吴锦堂一生共投资教育愈20万银元。其与陈嘉庚、聂云台并称当时的“办学三贤”。他曾捐款3000元给宁波教育会及宁波旅沪同乡会用于兴办教育。吴锦堂还捐资创办了效实中学，在家乡慈溪创办了锦堂学校。
吴锦堂在家乡捐资兴办的锦堂学校，被誉为“浙江私立学校之冠”；1911年，锦堂学校改名为锦堂农业中学堂，是为浙江职业教育之肇始。书坛泰斗沙孟海、国画大师陈之佛，农学家卢守耕、童玉民、包容等等都是锦堂学校的校友。吴锦堂逝世后，浙江省政府接管了锦堂学校。1994年建立的锦堂职业高级中学，继承了吴锦堂办职业学校的思想和传统。
吴锦堂还资助了很多学生去日本留学。

## 在日慈善事业
吴锦堂在日本扩建了中华义庄（华侨墓地），捐资万国医院、孤儿养育院、盲哑院、红十字会等神户华侨慈善机构。吴锦堂与旅日侨胞联手兴办的神户中华同文学校，讓在日华侨子女得以學習中華文化。日本宫城县、北海道等地发生自然灾害，吴锦堂曾多次捐巨款赈济。1908年，吴锦堂在日本小束野购入荒地逾100公顷，开发成良田，供贫苦的日本当地居民耕种，还建造房舍愈20座，解决他们的住房问题。1957年，当地人民经过公决，将其村落命名为“锦堂村”，将其水库命名为“吴锦堂池”，并树“吴锦堂显彰碑”，以示纪念。

## 支持革命

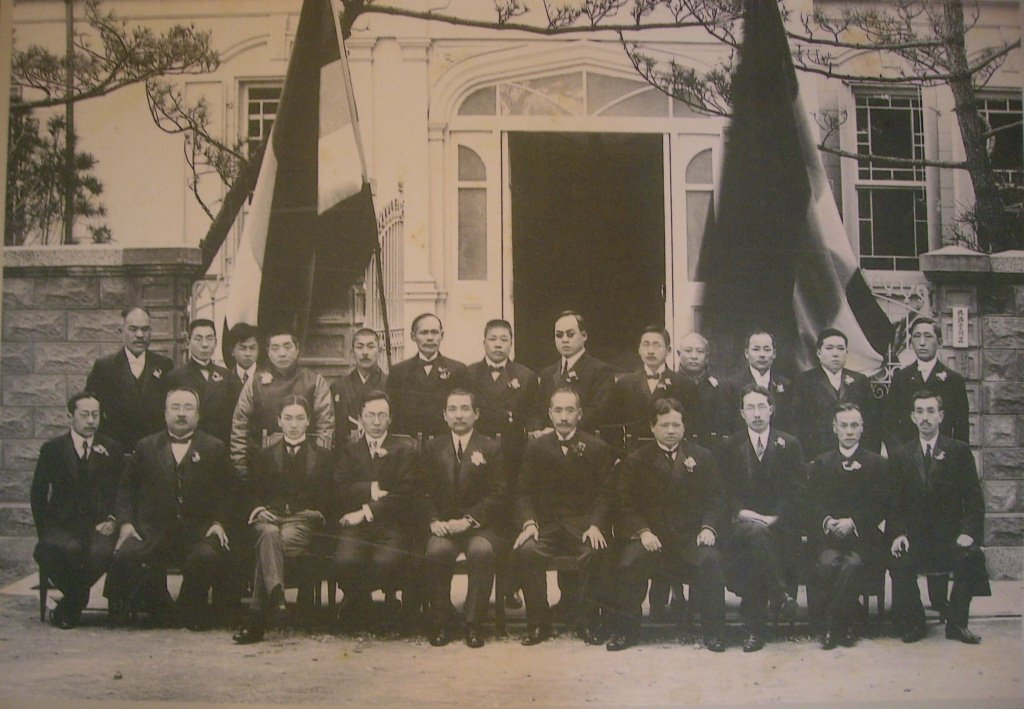
孫中山一行與神戶華僑的紀念合影

吴锦堂积极支持孙中山的革命活动，曾担任过同盟会神户支部长，并让出私邸供同盟会办公。同盟会改组为国民党后，吴锦堂又担任国民党神户支部部长。辛亥革命后，中华民国南京临时政府成立，吴锦堂出任浙江省军政府财政水利顾问，并向上海军政府和宁波军政府捐资支持。1913年，孙中山到神户访问，神户华侨组织了盛大的欢迎集会，由吴锦堂主持并全程陪同。吴锦堂后又出任交通部长。1917年，张勋复辟，吴锦堂发表演讲，维护共和、反对帝制。

## 魂归故里
1926年1月14日，吴锦堂因病在神户逝世，享年72岁，家屬遵其遗嘱将遗体运回家乡。吴锦堂灵柩由日本海运经上海后运抵慈溪并安葬。
吴锦堂墓碑对联很有名，上联是“为爱湖山堪埋骨”，下联是“不论风水只凭心”，显示了其赤子之心。

## 遗蹟

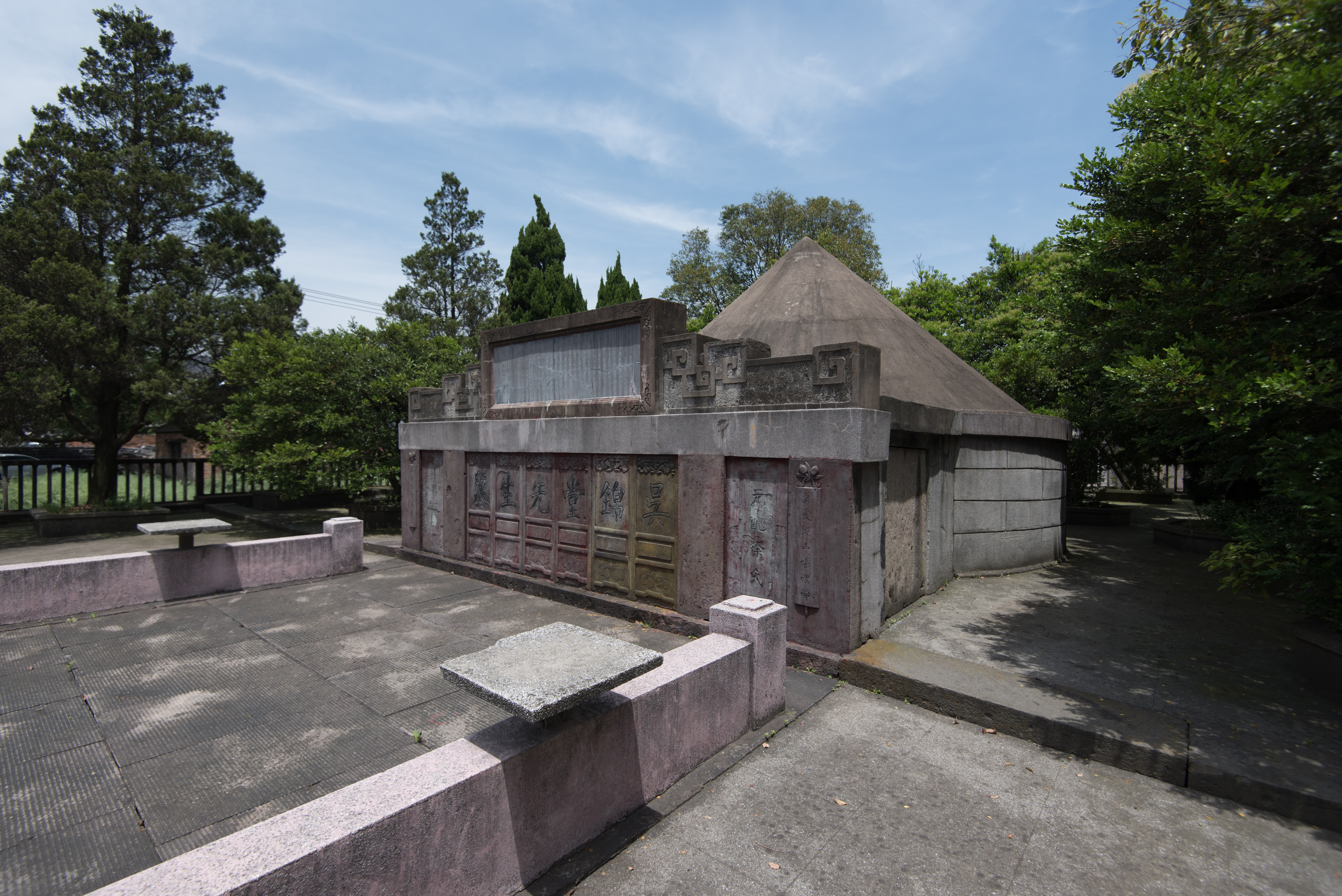
在慈溪白洋湖畔的吴锦堂墓

- 现在神户市垂水區明石海峡大桥下著名的孙中山纪念馆，就是吴锦堂在日本的旧居。
- 吴锦堂故居和吴锦堂墓位于中国浙江省慈溪市观海卫镇，是浙江省文物保护单位。

## 相关链接
- 宁波商帮